# Yves Boivineau
Yves Jean Marie Arsène Boivineau (* 21. Februar 1947 in Ardelay, Département Vendée) ist ein französischer Geistlicher und emeritierter römisch-katholischer Bischof von Annecy.

## Leben
Yves Boivineau besuchte die Kleinen Seminare in Chavagnes-en-Paillers und in Les Herbiers. Ab 1966 studierte er Philosophie und Katholische Theologie am Priesterseminar in Luçon. Am 23. Juni 1973 empfing Boivineau das Sakrament der Priesterweihe für das Bistum Luçon.
Boivineau war zunächst als Pfarrvikar der Pfarrei Notre-Dame de l’Assomption in Challans tätig. 1978 wurde Yves Boivineau für weiterführende Studien nach Rom entsandt, wo er 1980 an der Päpstlichen Universität Gregoriana ein Lizenziat im Fach Katholische Theologie erwarb. Nach der Rückkehr in seine Heimat wurde er Spiritual und Professor am interdiözesanen Priesterseminar in Angers. Von 1986 bis 1987 absolvierte Yves Boivineau eine Weiterbildung am Institut de Formation des éducateurs du clergé in Paris. Anschließend wirkte er als Assistent des Regens des interdiözesanen Priesterseminars in Angers und als Sekretär des Priesterrats des Bistums Luçon. Ab 1993 war Boivineau Bischofsvikar für die Region Côte, Les Isles et le Marais des Bistums Luçon sowie Verantwortlicher für die Touristenseelsorge und für die neuen geistlichen Gemeinschaften und die charismatische Erneuerung.
Am 7. Mai 2001 ernannte ihn Papst Johannes Paul II. zum Bischof von Annecy. Die Bischofsweihe spendete ihm der Erzbischof von Lyon, Louis-Marie Kardinal Billé, am 26. August desselben Jahres im Parc des Expositions in La Roche-sur-Foron; Mitkonsekratoren waren Hubert Barbier, Erzbischof von Bourges, und Louis Dufaux, Bischof von Grenoble. Sein Wahlspruch Je suis avec toi („Ich bin mit dir“) stammt aus Apg 18,10 . In der Französischen Bischofskonferenz gehörte Yves Boivineau zudem von 2006 bis 2011 dem Rat für die Solidarität sowie ab 2006 dem Rat für Familie und Gesellschaft an. Ferner wurde er 2012 Präsident von Justitia et Pax in Frankreich. Darüber hinaus berief ihn Papst Benedikt XVI. am 29. September 2012 zum Mitglied des Päpstlichen Rates für Gerechtigkeit und Frieden.
Papst Franziskus nahm am 27. Juni 2022 das von Yves Boivineau aus Altersgründen vorgebrachte Rücktrittsgesuch an.